# Thu Quỳnh
Nguyễn Thu Quỳnh (sinh ngày 30 tháng 9 năm 1988), thường được biết đến với nghệ danh Thu Quỳnh, là một nữ diễn viên người Việt Nam. Là người từng lọt vào 30 thí sinh xuất sắc tham gia vòng chung kết cuộc thi Hoa hậu Việt Nam 2008, cô được biết đến qua các vai diễn trong các bộ phim truyền hình gồm Sống chung với mẹ chồng, Ngược chiều nước mắt, Quỳnh búp bê, Về nhà đi con, và Hương vị tình thân.

## Thời thơ ấu
Quỳnh sinh ra và lớn lên tại Hà Nội. Quỳnh là con gái lớn trong gia đình có bố là diễn viên múa, mẹ là diễn viên của Đoàn Kịch Quân đội. Sau khi tốt nghiệp Trung học Phổ thông, Quỳnh đã lựa chọn khoa Diễn viên, trường Đại học Sân khấu Điện ảnh để theo học.

## Sự nghiệp
Thu Quỳnh bắt đầu sự nghiệp diễn xuất trong những phim truyền hình như Nhà có nhiều cửa sổ, 13 nữ tù khi còn là sinh viên. Năm 2018, Quỳnh ghi dấu ấn với khán giả qua vai diễn My sói trong bộ phim truyền hình Quỳnh búp bê. Năm 2019, Quỳnh gây ấn tượng với khán giả qua vai diễn cô chị cả Thu Huệ đảm đang và quá đỗi hiền lành, cam chịu nhưng cũng không kém phần mạnh mẽ, dứt khoát trong bộ phim Về nhà đi con. Quỳnh đoạt giải Diễn viên Nữ Xuất sắc tại Liên hoan Truyền hình Toàn quốc lần thứ 39 (tháng 12 năm 2019) với vai diễn này. Năm 2021, trong phim "Hương vị tình thân", Quỳnh hoá thân vào vai Khánh Thy vừa đáng thương vừa đáng trách, sinh ra và lớn lên trong hoàn cảnh gia đình quá đỗi éo le, nhiều bi kịch cho nên đời sống nội tâm rất phức tạp, và hành vi luôn bị giằng xé giữa thiện và ác. Năm 2022, Quỳnh tham gia bộ phim Hành trình công lý, Quỳnh vào vai An Nguyệt, bạn thân của Phương (Hồng Diễm), một nữ kiểm sát viên mẫn cán, người đã giúp Phương minh oan cho chồng là Hoàng (Việt Anh). Năm 2023, Quỳnh tham gia bộ phim Cuộc chiến không giới tuyến, tái ngộ với Việt Anh và Hà Việt Dũng, Quỳnh vào vai Lang Phương, một nữ bác sĩ người H'mông sinh sống ở bản A Xá, xã Muồng Luông.
Quỳnh giành được Huy chương Bạc trong Hội diễn sân khấu kịch Lưu Quang Vũ năm 2013 với vai diễn Oanh trong tác phẩm "Mùa hạ cuối cùng". Năm 2018, với vai diễn Thùy Liên trong vở "Hoa cúc xanh trên đầm lầy" (kịch bản của Lưu Quang Vũ), Quỳnh đoạt Huy chương Vàng tại Liên hoan Sân khấu Toàn quốc (tháng 4 năm 2018). Tại Liên hoan Sân khấu Thủ đô lần thứ III (tháng 11 năm 2018), Quỳnh đoạt Huy chương Bạc với vai Giang trong vở kịch "Họa tình". Năm 2019, tại Liên hoan Quốc tế Sân khấu Thử nghiệm lần thứ IV (tháng 10 năm 2019) tại Hà Nội, Quỳnh giành được Huy chương Vàng với vai Sonya trong vở "Cậu Vanya". Năm 2020, Quỳnh đoạt Huy chương Vàng tại Liên hoan Sân khấu Thủ đô lần thứ IV với vai cô giáo Nhung trong vở kịch "Đợi đến mùa xuân".
Thu Quỳnh là diễn viên thuộc Đoàn kịch II - Nhà hát Tuổi Trẻ.
Cô từng tham gia cuộc thi Hoa hậu Việt Nam 2008 và lọt vào Top 30 thí sinh tham gia vòng chung kết.

## Đời tư
Quỳnh kết hôn với diễn viên Chí Nhân vào năm 2014 và cả hai có với nhau một người con trai.
Tháng 11 năm 2015, Chí Nhân và MC Minh Hà bị bắt gặp đi ăn đêm cùng nhau và có những cử chỉ "thân mật". Hành động này khiến hai người bị nghi phim giả tình thật sau khi đóng chung phim Hôn nhân trong ngõ hẹp. Sau loạt ảnh hẹn hò bị phát tán, Nhân chọn cách giữ im lặng. Còn Thu Quỳnh thì đăng những dòng tâm trạng buồn bã trên trang cá nhân "dường như liên quan đến việc đổ vỡ hôn nhân".
Sau đó, hai người đã ly hôn. Thu Quỳnh sống cùng con trai và tiếp tục theo đuổi nghiệp diễn.
Ngày 15 tháng 11 năm 2023, cô xác nhận việc mình mang thai lần thứ 2 nhưng từ chối nói về danh tính bố của em bé. Cô cho biết cô chọn làm mẹ đơn thân, không làm đám cưới với bạn trai khi mang bầu em bé thứ 2.

## Danh sách phim

### Phim truyền hình
| Năm  | Tên                         | Vai diễn             | Đạo diễn                                                     | Kênh      | Ghi chú | Nguồn                                                   |
| ---- | --------------------------- | -------------------- | ------------------------------------------------------------ | --------- | ------- | ------------------------------------------------------- |
| 2007 | Hai lần được sống           | Tâm                  | Phạm Hoàng Hà                                                | VTV3      |         |                                                         |
| 2008 | Những người độc thân vui vẻ |                      | Đỗ Thanh Hải, Phạm Thanh Phong, Nguyễn Khải Anh, Trọng Trinh | VTV3      |         | [ 11 ]                                                  |
| 2008 | Nhà có nhiều cửa sổ         | Thúy                 | Vũ Hồng Sơn, Phi Tiến Sơn                                    | VTV1      | [ a ]   |                                                         |
| 2009 | 13 nữ tù                    | Mai Hoa              | Lưu Trọng Ninh                                               | VTV3      |         |                                                         |
| 2011 | Huyền sử thiên đô           | Công chúa Cúc Phương | Đặng Tất Bình, Phạm Thanh Phong                              | VTV3      | [ b ]   |                                                         |
| 2012 | Cửa sổ thủy tinh            | Dì Xíu / Suri        | Phạm Tuấn Quang                                              | VTV3      | [ c ]   |                                                         |
| 2013 | Hương ngọc lan              | Phương Vy            | Nguyễn Đức Hiếu                                              | VTV3      |         |                                                         |
| 2017 | Nơi ẩn nấp bình yên         | Thanh Vy             | Nguyễn Đức Hiếu                                              | VTV1      | [ d ]   |                                                         |
| 2017 | Sống chung với mẹ chồng     | Trang                | Vũ Trường Khoa                                               | VTV1      |         | [ 12 ] [ 13 ] [ 14 ] [ 15 ] [ 16 ] [ 17 ] [ 18 ] [ 19 ] |
| 2017 | Hoa hồng mua chịu           | Phương               | Vũ Xuân Hưng                                                 | VTV6      | [ e ]   |                                                         |
| 2017 | Ngược chiều nước mắt        | Thu Phương           | Vũ Minh Trí                                                  | VTV1      |         | [ 20 ] [ 21 ]                                           |
| 2018 | Quỳnh búp bê                | My “sói”             | Mai Hồng Phong                                               | VTV1/VTV3 | [ f ]   | [ 22 ] [ 23 ] [ 24 ] [ 25 ] [ 26 ] [ 27 ]               |
| 2018 | Yêu thì ghét thôi           | Quỳnh                | Trịnh Lê Phong                                               | VTV3      | [ g ]   |                                                         |
| 2019 | Về nhà đi con               | Thu Huệ              | Nguyễn Danh Dũng                                             | VTV1      | [ h ]   | [ 28 ] [ 29 ] [ 30 ] [ 31 ]                             |
| 2020 | Những ngày không quên       | Thu Huệ              | Nguyễn Danh Dũng, Trịnh Lê Phong                             | VTV1      |         | [ 32 ] [ 33 ] [ 34 ] [ 35 ] [ 36 ] [ 37 ]               |
| 2020 | Lửa ấm                      | Khánh Ngọc           | Đào Duy Phúc                                                 | VTV1      |         |                                                         |
| 2021 | Hương vị tình thân          | Khánh Thy            | Nguyễn Danh Dũng                                             | VTV1      |         | [ 38 ] [ 39 ] [ 40 ] [ 41 ] [ 42 ]                      |
| 2022 | Hành trình công lý          | Hoàng An Nguyệt      | Nguyễn Mai Hiền                                              | VTV3      |         |                                                         |
| 2023 | Sứ mệnh yêu thương          | Dã Quỳ / Thị Đào     | Nguyễn Đức Nhật Thanh                                        | VieON     |         |                                                         |
| 2023 | Cuộc chiến không giới tuyến | Lang Phương          | Nguyễn Danh Dũng                                             | VTV1      |         | [ 43 ]                                                  |
| 2025 | Cha tôi, người ở lại        | Liên                 | Vũ Trường Khoa                                               | VTV3      |         |                                                         |
| 2025 | Có anh, nơi ấy bình yên     | Thanh Vân            | Nguyễn Danh Dũng                                             | VTV1      |         |                                                         |

### Phim điện ảnh
| Năm  | Tên                     | Vai diễn       | Đạo diễn         | Ghi chú |
| ---- | ----------------------- | -------------- | ---------------- | ------- |
| 2012 | Scandal: Bí mật thảm đỏ | Vai quần chúng | Victor Vũ        |         |
| 2014 | Sống cùng lịch sử       | Nga            | Nguyễn Thanh Vân |         |

### Phim chiếu mạng
| Năm  | Tên                 | Vai diễn | Định dạng | Ghi chú |
| ---- | ------------------- | -------- | --------- | ------- |
| 2021 | Khi tình yêu đủ lớn | Quỳnh    | Web drama |         |

### Kịch sân khấu
| Năm  | Tên vở diễn                  | Vai diễn      | Ghi chú |
| ---- | ---------------------------- | ------------- | ------- |
| 2008 | Em yêu anh                   | Xuân          |         |
| 2010 | Đàn ông cũng khóc            |               |         |
| 2011 | Tất cả đều là con tôi        | Ann           |         |
| 2013 | Mùa hạ cuối cùng             | Oanh          |         |
| 2014 | Vòng phấn Kavkaz             | Grusche       |         |
| 2014 | Hoàng tử gấu và hạt đậu thần | Công chúa lớn |         |
| 2016 | Ai sợ ai                     |               |         |
| 2016 | Cuộc chia tay tháng 6        |               |         |
| 2017 | Con chim xanh                | Tiên Ánh sáng |         |
| 2017 | Bến bờ xa lắc                | Phương        |         |
| 2018 | Hoa cúc xanh trên đầm lầy    | Thùy Liên     |         |
| 2018 | Niềm vui của đám gà nhà      | Gà mái tơ     |         |
| 2018 | Họa tình                     | Giang         |         |
| 2018 | Cậu Vanya                    | Sonya         | [ 44 ]  |
| 2018 | Nhà ôsin                     |               |         |
| 2019 | Nàng Kiều                    | Hoạn thư      |         |
| 2020 | Nhầm                         |               | [ i ]   |
| 2020 | Đợi đến mùa xuân             | Nhung         |         |
| 2020 | Tốc độ                       |               |         |
| 2020 | Tôi và chúng ta              | Thanh         |         |
| 2021 | Lời thề thứ 9                | Vân           |         |
| 2022 | Ông không phải là bố tôi     |               | [ 45 ]  |
| 2022 | Hedda Gabler                 | Thea          |         |
| 2023 | Romeo và Juliet              | Juliet        |         |
| 2024 | Người lạ hoàn hảo            |               |         |
|      | Cuộc chiến virus             |               |         |

### Video âm nhạc
| Năm  | Tựa        | Ca sĩ       |
| ---- | ---------- | ----------- |
| 2023 | Thế là Tết | Mars Anh Tú |

### Đạo diễn sân khấu
| Năm  | Tên vở diễn | Ghi chú |
| ---- | ----------- | ------- |
| 2023 | Connect     |         |

## Chương trình truyền hình
- Bữa trưa vui vẻ (2017, 2018, 2019, 2020, 2021, 2022): Khách mời
- Ghế không tựa (2018): Khách mời
- Một tiếng kể hết (2018): Khách mời
- Hành trình khám phá (Hàn Quốc, 2019) (Ban Khoa giáo, Đài THVN): Khách mời
- Gặp gỡ diễn viên phim truyền hình Xuân (2019, 2020, 2021, 2022)
- Vì bạn xứng đáng (2019): Người chơi
- Muôn màu Showbiz (2019, 2020): Khách mời
- Chuyện đêm muộn (2019): Khách mời
- Phụ nữ là để yêu thương (2019): Khách mời
- Người phụ nữ hạnh phúc (2019): Khách mời
- Chọn ngay đi (2020): Người chơi
- Chiến sĩ 2020: Khách mời[46]
- Thiếu niên nói (2020): MC cùng với Bảo Hân và Quang Anh (điểm cầu các trường phía Bắc)
- Ai là triệu phú (2020): Người chơi[47]
- Mẹ tuyệt vời nhất (2020): Khách mời[48]
- Lễ hội Trái tim yêu thương - nơi giao lưu văn hóa Hàn Quốc – Việt Nam (2020): MC cùng với Nguyên Khang
- Sức nước ngàn năm (2021): Người chơi cùng với diễn viên Thanh Hương và MC Hồng Phúc
- Kỳ tài quân đội (2021): Khách mời
- Giai điệu kết nối (2021): Khách mời
- Đường tới cầu vồng - lĩnh vực diễn viên (2021): Huấn luyện viên cùng với NSND Trọng Trinh và Lan Phương. Là huấn luyện viên của Minh Trà, thí sinh đoạt giải Quán quân.
- Hãy yêu nhau đi (2021): Khách mời
- Mùa đoàn tụ (2022): Khách mời
- Thanh xuân tươi đẹp (2022): Khách mời
- Lối ra (2022): Khách mời
- Hoa hậu Thế giới Việt Nam - Người đẹp Thời trang (2022): Vedette cùng diễn viên Hồng Diễm
- Lời tự sự (2022): Khách mời
- Lời tự sự (2024): Khách mời

## Giải thưởng và đề cử
| Lễ trao giải                                    | Năm  | Hạng mục                                 | Vai diễn            | Tác phẩm                      | Kết quả         | Chú thích |
| ----------------------------------------------- | ---- | ---------------------------------------- | ------------------- | ----------------------------- | --------------- | --------- |
| Liên hoan Kịch Lưu Quang Vũ                     | 2013 | —                                        | Oanh                | Mùa hạ cuối cùng              | Huy chương Bạc  |           |
| Liên hoan Sân khấu Thủ đô                       | 2018 | —                                        | Giang               | Họa tình                      | Huy chương Bạc  |           |
| Liên hoan Sân khấu Thủ đô                       | 2020 | —                                        | Nhung               | Đợi đến mùa xuân              | Huy chương Vàng |           |
| Liên hoan Sân khấu Kịch nói Toàn quốc           | 2018 | —                                        | Thùy Liên           | Hoa cúc xanh trên đầm lầy     | Huy chương Vàng |           |
| Giải Mai Vàng                                   | 2018 | Nữ diễn viên Điện ảnh - Phim truyền hình | My "sói"            | Quỳnh búp bê                  | Đề cử           |           |
| Ngôi sao của năm                                | 2018 | Ngôi sao phim ảnh                        | My "sói"            | Quỳnh búp bê                  | Đề cử           |           |
| WeChoice Awards                                 | 2018 | Nghệ sĩ có hoạt động nổi bật             | —                   | —                             | Đề cử           |           |
| WeChoice Awards                                 | 2019 | Nghệ sĩ có hoạt động nổi bật             | —                   | —                             | Đề cử           |           |
| WeChoice Awards                                 | 2019 | Nhân vật truyền cảm hứng                 | —                   | —                             | Đề cử           |           |
| Ấn tượng VTV                                    | 2019 | Diễn viên nữ ấn tượng                    | My "sói" và Thu Huệ | Quỳnh búp bê và Về nhà đi con | Đề cử           |           |
| Ấn tượng VTV                                    | 2023 | Diễn viên nữ ấn tượng                    | Lang Phương         | Cuộc chiến không giới tuyến   | Đề cử           |           |
| Liên hoan Truyền hình Toàn quốc                 | 2019 | Diễn viên nữ xuất sắc                    | Thu Huệ             | Về nhà đi con                 | Đoạt giải       |           |
| Liên hoan Quốc tế Sân khấu Thử nghiệm           | 2019 | —                                        | Sonya               | Cậu Vanya                     | Huy chương Vàng |           |
| Nghệ sĩ tiêu biểu lĩnh vực Nghệ thuật biểu diễn | 2022 | Diễn viên truyền hình nổi bật của năm    | An Nguyệt           | Hành trình công lý            | Đoạt giải       |           |